# Stefaan Van Bossele
Stefaan Van Bossele (Kortrijk, 24 november 1962 –  Anderlecht, 4 januari 2008) was een Vlaamse politie-inspecteur en misdaadauteur. Hij woonde het grootste deel van zijn leven te Kieldrecht en had een vakantiehuisje op de Veluwe.

## Politie-inspecteur
Van Bossele werkte zijn hele loopbaan bij de politie, eerst bij de Gerechtelijke politie, later bij de Federale politie als hoofdinspecteur van terrorismesectie Antwerpen. In 2007 haalde hij het nationale nieuws toen hij door de correctionele rechtbank van Antwerpen werd veroordeeld wegens schending van het beroepsgeheim na het lekken van een vertrouwelijke lijst extremistische en terroristische organisaties. Hierna werkte hij bij het Communicatie- en Informatiecentrum (noodcentrale) te Brussel.

## Misdaadauteur
De boeken van Van Bossele zijn een mix van fictie en non-fictie. De centrale setting van zijn werk is de stedelijke multiculturele (Antwerpse) samenleving met haar spanningen. Maar ook de westerse cultuur en vooral haar veronderstelde zwakke kanten komen aan bod: bureaucratie, corruptie, en de integrale lijst hoofdzonden.
Van Bossele heeft een onderliggende politieke boodschap, die hij doortrekt in internetpublicaties, onder andere op SOSwatch (een parodie op Blokwatch). Van Bossele was bestuurslid van het Davidsfonds Polder, bestuurslid van de Gelderse Schrijvers Kring en lid van de vereniging Vlaamse Nationale Auteurs.